# Karl Molitor
Pour les articles homonymes, voir Molitor.
Karl Molitor, né le 29 juin 1920 à Wengen et mort le 25 août 2014 à Grindelwald, est un skieur alpin suisse.

## Palmarès

### Jeux olympiques
| Épreuve / Édition    | Descente | Slalom | Combiné |
| -------------------- | -------- | ------ | ------- |
| JO 1948 Saint-Moritz | Bronze   | 8e     | Argent  |

### Championnats du monde
| Épreuve / Édition      | Descente | Slalom | Combiné |
| ---------------------- | -------- | ------ | ------- |
| Mondiaux 1939 Zakopane | Bronze   | 13e    | 9e      |
| JO 1948 Saint-Moritz   | Bronze   | 8e     | Argent  |

## Courses du Lauberhorn
- 6 victoires en descente : 1939, 1940, 1942, 1943, 1945, 1947
- 2 victoires en slalom : 1940, 1948
- 3 victoires en combiné : 1940, 1946, 1948
- 6 × 2ème : 1941 (slalom), 1942 (combiné), 1945 (slalom, combiné), 1946 (descente), 1947 (combiné)
- 3 × 3ème : 1939 (combiné), 1946 (slalom), 1948 (descente)

## Arlberg-Kandahar
- Meilleur résultat : 3e place dans le slalom 1939 à Mürren